# Ptychochromoides itasy
Ptychochromoides itasy là một loài cá đã tuyệt chủng thuộc họ Cichlidae. Nó là loài đặc hữu của Madagascar. Its natural habitats were sông và hồ nước ngọt. It became extinct due to habitat loss.